# 神崎紗衣
神崎 紗衣（かんざき さえ、1992年6月17日 - ）は、日本の元タレント、元アイドル、元グラビアアイドルである。大阪府出身。

## 経歴
大阪で個人撮影会モデルなどの活動を経て、2014年に芸能界デビュー。同年4月30日付で約1年間所属した舞夢プロを離れ、当時のマネージャーと共に6月よりヴィズミックに所属。のちにヴィズミック内のファンタスター事業部に所属。
2015年9月26日、2代目の恵比寿★マスカッツメンバーに選出され、お披露目記者発表に登場。これを機に、活動拠点を大阪から東京へと移している。恵比寿★マスカッツ時代のイメージカラーは赤であった。
2020年8月に事務所を退所し、フリーランスとして活動。同年12月、恵比寿マスカッツのユニット対決において吉澤友貴率いる「紅蠍」にメンバーとして参加。2021年1月26日の特別番組にて同ユニットは解散。
2022年8月15日、恵比寿マスカッツの卒業を機に、同月末を以って芸能界を引退することをインスタグラムで報告した。
引退後はラファエルが経営する会社でOLとして勤務し、ラファエルのチャンネルに出演。

## 人物
- 趣味はグロテスクなアニメを見ること。特技はダンス[1]で恵比寿マスカッツ内ではダンスリーダーを務めた。
- 日光アレルギーである。幼少の頃にはアトピー性皮膚炎にもかかっていたが、家族で霧島温泉に行ったら完治したという。
- ハロプロ、スプラトゥーン好きである。
- 胸など数か所にタトゥーを入れている[11]。

## 出演

### テレビ番組
- ピーチ流（2013年、読売テレビ）
- コヤブ歴史堂〜にゃんたの（秘）ファイル〜（2014年8月24日・9月21日・9月28日、朝日放送）
- ウラマヨ（2015年1月、関西テレビ）
- カツヤマサヒコSHOW（2015年3月28日 - 2016年3月19日、サンテレビ）
- モテモテかんぱにーR25（2015年4月16日・23日・30日、関西テレビ）
- ごきげん!ブランニュ（2015年6月1日 - 2016年3月28日、朝日放送）
- マスカットナイト（2015年10月8日 - 2017年3月30日、テレビ東京）
- ロンドンハーツ（2016年12月4日、テレビ朝日）
- マスカットナイト・フィーバー!!!（2017年4月6日 - 9月28日、テレビ東京）
- 恵比寿マスカッツ横丁!（2017年10月5日 - 12月28日、テレビ東京）
- 水曜日のダウンタウン（2017年12月27日、TBS）
- 志村&鶴瓶のあぶない交遊録（2018年1月2日、テレビ朝日）
- P-1パチとも倶楽部（テレビ大阪、2018年1月24日）
- 恵比寿マスカッツのすぽスポSPORTS（2018年5月9日 - 、BSスカパー!）
- ゴッドタン（2018年12月2日、テレビ東京）
- 女が女に怒る夜（日本テレビ、2019年1月21日）
- 明石家電視台（2019年4月22日、毎日放送）
- テレビ千鳥（テレビ朝日、2022年3月20日）
- Tune（フジテレビ、2022年8月16日）
- クロナダル（テレビ朝日、2025年5月20日）

### ラジオ
- アッパレやってまーす!（MBS放送、2019年6月3日）
- パンサー向井のチャリで30分（ニッポン放送、2021年5月17日）

### ドラマ
- 警視庁・捜査一課長2019 （2019年12月15日、テレビ朝日）

### ネット配信番組
- 妄想マンデー（2016年5月9日 - 、AbemaTV）
- 金曜TheNIGHT（2016年7月30日、AbemaTV）
- 人気芸人対マスカッツ!ポロリ100%!夜の水泳大会 極楽とんぼKAKERU TV（2017年9月1日 - 2日、AbemaTV）
- 恵比寿マスカッツ 1.5 真夜中のワイドショー（2017年11月9日 - 、AbemaTV）
- 指原莉乃&ブラマヨの恋するサイテー男総選挙（2018年2月27日・8月28日[12]、AbemaTV）
- 買えるバトルクラブ（2018年12月13日、AbemaTV） - 買えるAbemaTV社・神崎紗衣
- スピードワゴンの月曜The NIGHT（2019年10月5日、AbemaTV）
- 田村淳の地上波でもSNSでもダメ！絶対！（2021年3月31日[13][14]、スカパー!オンデマンド）
- BreakingDown 6（2022年11月3日）
- BreakingDown 7（2023年2月19日）

### 雑誌
- モトモト（造形社）
- 週刊プレイボーイ（集英社）
- EX MAX（ぶんか社）
- 週刊大衆（双葉社）

### 広告等
- 『フォトジェニ』model 神崎紗衣・撮影 北条俊正[15][16]
- DMM競輪2017年度イメージモデル[17]
- 「ライザップ」モデルプレス主催、ベストヒップコンテスト

## 作品

### CD

#### 恵比寿★マスカッツ

##### シングル
- 『TOKYOセクシーナイト』（2015年11月25日、ポニーキャニオン）
- 『Sexy Beach Honeymoon』（2016年5月25日、ポニーキャニオン）

##### アルバム
- 『喜怒愛楽』（2017年4月26日、ポニーキャニオン）

### DVD
- 『SWEET HEART 〜Cutie&Sexy〜』（2014年6月27日、スパイスビジュアル）

#### 恵比寿★マスカッツ
- 『恵比寿★マスカッツ 全国暴走ツアー2016〜タイホしちゃって♡〜 恵比寿LIQUID ROOM』(2018年1月31日、ポニーキャニオン）
- 『恵比寿★マスカッツ 喜怒愛楽ツアー『全国イク行く〜♡』 恵比寿LIQUID ROOM』（2018年2月28日、ポニーキャニオン）

### 写真集
- 恵比寿★マスカッツ1st写真集『恵比寿★マスカッツでヌけたりヌけなかったり』（2017年8月19日、宝島社）ISBN 978-4800270191